# Clara Rettich
Clara Rettich, auch Klara Rettich (* 19. Oktober 1860 in New York City; † 19. Mai 1916 in Stuttgart) war eine deutsch-amerikanische Malerin.

## Leben
Clara Rettich wurde 1860 in New York als Kind deutscher Eltern geboren, aber bereits im Kindesalter von den Eltern nach Deutschland gebracht. Ihre Ausbildung erfolgte nicht sehr planmäßig, erst als Privatschülerin Robert von Haugs in Stuttgart begann ein ernsthaftes Studium, das einen raschen glänzenden Aufschwung brachte. In den Stuttgarter Adressbüchern war sie ab den 1890er Jahren als Kunstmalerin verzeichnet. Als Mitglied des Württembergischen Malerinnenvereins wurde sie zunächst als Tier- und Blumenmalerin bekannt und wechselte später zum Bildnis.

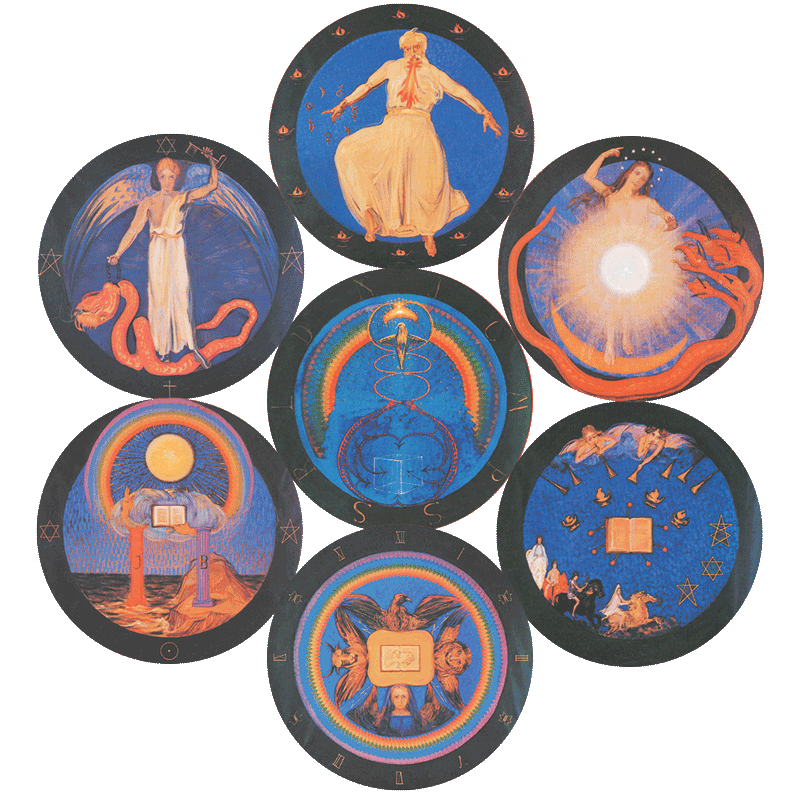
Rudolf Steiners Apokalyptische Siegel

Zur Zusammenarbeit mit Rudolf Steiner, dem Gründer der Waldorfschule, kam es, als sie 1907 und erneut 1911 für dessen Werk Bilder okkulter Siegel und Säulen etwa die „sieben apokalyptischen Siegelbilder“ fertigte.
Belegt sind die Teilnahmen an der Großen Berliner Kunstausstellung 1906 sowie an der Münchener Jahres-Ausstellung 1907 im königlichen Glaspalast. Bei beiden Ausstellungen war sie mit jeweils drei Werken vertreten. Auf der Großen Kunstausstellung Stuttgart zeigte sie 1913 ein Bildnis ihrer Mutter. 1917 wurde ihr in Stuttgart eine Gedächtnisausstellung gewidmet.